# Trofeu del Generalíssim de futbol 1939
El Torneig Nacional de Futbol o Trofeu del Generalíssim de futbol fou una competició futbolística organitzada a Espanya poc després de finalitzar la Guerra Civil. El desembre de 1939, mesos després de ser disputada, la Federació Espanyola de Futbol la reconegué com l'edició número 35 del Campionat d'Espanya. A partir de l'edició de l'any següent adoptà el nom de Copa del Generalíssim.

## Detalls
Es decidí incloure els equips que havien guanyat tornejos regionals a les zones controlades per l'exèrcit franquista, fet que exclogué de la competició alguns equips que jugaven a primera divisió el 1936 com el FC Barcelona, RCD Espanyol, Reial Madrid, Atlètic de Madrid, Hèrcules CF o València CF.
Els equips classificats foren:
- Aragó: Aviación Nacional i Zaragoza FC.
- Illes Balears: Constància FC.
- Cantàbria: Racing Club i Unión Montañesa.
- Galícia: Racing de Ferrol.
- Guipúscoa: Deportivo Alavés i Donostia FC.
- Navarra: Club Atlético Osasuna.
- Nord d'Àfrica: Ceuta Sport.
- Sud: Sevilla FC i Betis Balompié.
- Biscaia: Bilbao Athletic i CD Baracaldo Oriamendi.

D'aquests clubs, només 4 havien jugat a primera divisió el 1936, (Racing de Santander, Betis, Sevilla i Osasuna). El vigent campió, l'Athletic Club, tampoc hi va participar doncs en el darrer campionat regional jugà amb l'equip reserva, doncs el titular era de gira per Amèrica. El Constància d'Inca renuncià a la competició per l'alt cost que suposava el trasllat a la península.

## Vuitens de final
14 i 21 de maig. Exempts: Donostia FC, Racing de Santander i Racing de Ferrol.
| Equip 1               | Global | Equip 2                | Anada | Tornada |
| --------------------- | ------ | ---------------------- | ----- | ------- |
| Betis Balompié        | 1-5    | Aviación Nacional      | 1-1   | 0-4     |
| Ceuta Sport           | 4-6    | Sevilla FC             | 3-4   | 1-2     |
| Club Atlético Osasuna | 1-4    | Zaragoza FC            | 0-1   | 1-3     |
| Bilbao Athletic       | 3-8    | Deportivo Alavés       | 1-2   | 2-6     |
| Unión Montañesa       | 1-7    | CD Baracaldo Oriamendi | 0-2   | 1-5     |

## Quarts de final
28 de maig i 5 de juny.
| Equip 1                | Global | Equip 2          | Anada | Tornada |
| ---------------------- | ------ | ---------------- | ----- | ------- |
| CD Baracaldo Oriamendi | 4-3    | Zaragoza FC      | 2-1   | 2-2     |
| Aviación Nacional      | 3-4    | Sevilla FC       | 2-0   | 1-4     |
| Racing de Santander    | 3-7    | Deportivo Alavés | 2-5   | 1-2     |
| Racing de Ferrol       | 3-1    | Donostia FC      | 3-1   | 0-0     |

## Semifinals
11 i 18 de juny.
| Equip 1          | Global | Equip 2                | Anada | Tornada |
| ---------------- | ------ | ---------------------- | ----- | ------- |
| Racing de Ferrol | 3-2    | CD Baracaldo Oriamendi | 1-1   | 2-1     |
| Sevilla FC       | 7-6    | Deportivo Alavés       | 6-5   | 1-1     |

## Final
| Sevilla FC                                              | 6 - 2 | Racing de Ferrol      |
| ------------------------------------------------------- | ----- | --------------------- |
| Raimundo 5' · Campanal 20', 27', 59' · Pepillo 38', 42' |       | Silvosa 54 (p.)', 57' |

## Campió
| Campions de la Copa d'Espanya 1939 |
| ---------------------------------- |
| Sevilla FC 2n títol                |